# Gnophomyia maestitia
Gnophomyia maestitia är en tvåvingeart som beskrevs av Alexander 1914. Gnophomyia maestitia ingår i släktet Gnophomyia och familjen småharkrankar.
Artens utbredningsområde är Peru. Inga underarter finns listade i Catalogue of Life.